# NXT TakeOver: WarGames (2019)
NXT TakeOver: WarGames (2019) – gala wrestlingu wyprodukowana przez federację WWE dla zawodników z brandu NXT. Odbyła się 23 listopada 2019 w Allstate Arena w Rosemont w stanie Illinois. Emisja była przeprowadzana ekskluzywnie na żywo za pośrednictwem WWE Network. Była to dwudziesta siódma gala w chronologii cyklu NXT TakeOver i piąta w 2019 roku.
Podczas gali odbyło się pięć walk, w tym jedna podczas pre-show. W walce wieczoru, Team Ciampa (Tommaso Ciampa, Keith Lee, Dominik Dijakovic i Kevin Owens) pokonali The Undisputed Era (Adama Cole’a, Bobby’ego Fisha, Kyle’a O’Reilly’ego i Rodericka Stronga), w innym WarGames matchu który był pierwszym kobiecym WarGames matchem Team Ripley (Rhea Ripley, Candice LeRae, Tegan Nox i Dakota Kai) pokonały Team Baszler (Shaynę Baszler, Biancę Belair, Io Shirai i Kay Lee Ray).

## Produkcja
NXT TakeOver: WarGames oferowało walki profesjonalnego wrestlingu z udziałem różnych wrestlerów należących do brandu NXT spośród istniejących oskryptowanych rywalizacji i storyline’ów. Kreowane są podczas cotygodniowych gal NXT. Wrestlerzy są przedstawieni jako heele (negatywni, źli zawodnicy i najczęściej wrogowie publiki) i face’owie (pozytywni, dobrzy i najczęściej ulubieńcy publiki), którzy rywalizują pomiędzy sobą w seriach walk mających budować napięcie. Kulminacją rywalizacji jest walka wrestlerska lub ich seria. NXT TakeOver: WarGames było piątą galą cyklu TakeOver wyprodukowaną w 2019.

### Rywalizacje
30 października na odcinku NXT, doszło do bójki ze wszystkimi kobietami z rosteru po zakończeniu walki o WWE Women’s Tag Team Championship. To skłoniło generalnego menedżera NXT, Williama Regala, do zabookowania pierwszego w historii kobiecej walki WarGames z Rheą Ripley i NXT Women’s Champion Shayną Baszler jako kapitanami swoich drużyn. 6 listopada na odcinku The Bump, Ripley wybrała Candice LeRae i Tegan Nox, podczas gdy Baszler wybrała Biancę Belair i Io Shirai. Tej samej nocy na NXT, Ripley wybrała Mię Yim jako ostatnią zawodniczkę dla swojej drużyny po tym, jak Yim uratowała jej drużynę przed bójką po zakończeniu walki pomiędzy Baszler i Dakotą Kai. 13 listopada na NXT, odbył się Ladder match pomiędzy Yim i Shirai, aby ustalić, która drużyna zdobędzie przewagę na WarGames. NXT UK Women’s Champion, Kay Lee Ray, interweniowała, pozwalając Shirai na zwycięstwo, a następnie dołączyła do zespołu Baszler. Jednak podczas WarGames Pre-Show, Yim została zaatakowana na backstage’u przez nieznaną osobę i nie była w stanie wziąć udziału w walce. W rezultacie Ripley musiała wybrać Kai jako zastępczynię Yim.
30 października na odcinku NXT, NXT Tag Team Champions Bobby Fish i Kyle O’Reilly pokonali Matta Riddle’a i Keitha Lee. Później The Undisputed Era zaatakowali Lee i Riddle’a, zanim pojawił się Tommaso Ciampa. W następnym tygodniu na NXT, zaplanowano walkę WarGames mężczyzn pomiędzy Drużyną Ciampy (Ciampa, Riddle, Lee i wybrany przez nich partner) przeciwko The Undisputed Era. 13 listopada na odcinku NXT, po walce pomiędzy Lee i Roderickiem Strongiem, The Undisputed Era zaatakował Ciampę i Lee, dopóki nie pojawił się Dominik Dijakovic. Dijakovic zaproponował, że będzie czwartym członkiem zespołu, na co Ciampa zaakceptował. Później tej nocy Riddle opuścił zespół Ciampy po tym, jak miał zmierzyć się z Finnem Bálorem. 20 listopada na odcinku NXT, Cole pokonał Dijakovica w Ladder matchu, aby zdobyć przewagę swojej drużynie na WarGames.
13 listopada na odcinku NXT, Finn Bálor obraził skład NXT jako "all boys who can’t take a beating", szczególnie wspominając Johnny’ego Gargano i Matta Riddle’a. Riddle zaatakował Bálora, który się wycofał. Później tej nocy, Riddle asystował swoim ówczesnym partnerom z WarGames, Keithowi Lee i Tommaso Ciampie, przeciwko ich ogłoszonym przeciwnikom, The Undisputed Era. Jednak pojawił się Bálor i zaatakował Riddle’a. W rezultacie walka pomiędzy nimi została zaplanowana na TakeOver.
16 października na odcinku NXT, Pete Dunne wykonał pstryknięcie palcami Killianowi Dainowi, przed zaplanowaną walką Dunne’a z Damianem Priestem. Priest później pokonał Dunne’a po low blow. Rewanż pomiędzy Dunnem i Priestem został ogłoszony na 6 listopada na odcinek NXT, gdzie Dunne wygrał poprzez submission. Po walce Dain zaatakował Dunne’a i Priesta. 13 listopada na odcinku NXT, zaplanowano walkę pomiędzy Dunnem i Dainem. Jednak Priest zaatakował Daina, a następnie doszło do bójki pomiędzy tą trójką. 19 listopada ogłoszono na TakeOver Triple Threat match pomiędzy Dunnem, Priestem i Dainem, w którym zwycięzca otrzyma walkę o NXT Championship z mistrzem Adamem Cole’em na Survivor Series następnej nocy.
22 listopada ogłoszono na TakeOver Pre-Show walkę pomiędzy Isaiah Swerve Scottem a Angelem Garzą.

## Wyniki walk
| Nr                                                                   | Wyniki | Stypulacje                                                                     | Czas  |
| -------------------------------------------------------------------- | --- | ------------------------------------------------------------------------------ | ----- |
| 1P                                                                   | Angel Garza pokonał Isaiah Swerve Scotta | Singles match                                                                  | 7:35  |
| 2                                                                    | Team Ripley (Rhea Ripley, Candice LeRae, Tegan Nox i Dakota Kai) pokonały Team Baszler (Shaynę Baszler, Biancę Belair, Io Shirai i Kay Lee Ray)                               | WarGames match                                                                 | 27:24 |
| 3                                                                    | Pete Dunne pokonał Damiana Priesta i Killiana Daina | Triple Threat match o miano pretendenta do NXT Championship na Survivor Series | 19:56 |
| 4                                                                    | Finn Bálor pokonał Matta Riddle’a | Singles match                                                                  | 14:21 |
| 5                                                                    | Team Ciampa (Tommaso Ciampa, Keith Lee, Dominik Dijakovic i Kevin Owens) pokonali The Undisputed Era (Adama Cole’a, Bobby’ego Fisha, Kyle’a O’Reilly’ego i Rodericka Stronga) | WarGames match                                                                 | 38:36 |
| (c) – mistrz/mistrzyni przed walkąP – walka miała miejsce w pre-show | |                                                                                |       |

Uwagi
1. ↑  Mia Yim oryginalnie miała wystąpić w walce, ale została zaatakowana na backstage’u i zastąpiona przez Kai. Nox i Kai nie wzięły udziału walce po tym, jak Kai zaatakowała Nox, w wyniku ataku Nox została wyrzucona z walki, a Kai eskortowała z okolic ringu, zmuszając Team Ripley do walczenia w przewadze 4 na 2 na korzyść przeciwniczek. Nox i Kai zostały jednak ogłoszone jako zwyciężczynie.